# ۳۰۴ (قمری)
۳۰۴ (قمری)، سیصد و چهارمین سال در گاهشماری هجری قمری است. اول محرم این سال برابر با دهم ژوئیه سال ۹۱۶ میلادی است.